# Ian Hazel
Ian Hazel (Merton, 1º dicembre 1967) è un allenatore di calcio ed ex calciatore inglese, di ruolo centrocampista.

## Carriera

### Giocatore
Nel dicembre del 1985, all'età di 18 anni, firma il suo primo contratto professionistico con il Wimbledon FC, club della prima divisione inglese in cui già aveva giocato nelle giovanili, e viene aggregato alla prima squadra dei Dons; rimane in rosa fino al febbraio del 1989, vincendo anche la FA Cup 1987-1988, ma senza mai venire impiegato con regolarità: in 3 stagioni e mezza gioca infatti complessivamente solo 7 partite di campionato (tutte in prima divisione): 6 nella First Division 1987-1988 ed una nella First Division 1988-1989. Nel febbraio del 1989 lascia come detto il Wimbledon, e si accasa ai Bristol Rovers, club di terza divisione, che lo acquistano prima in prestito e poi a titolo definitivo e dove rimane fino al termine della stagione 1991-1992, vincendo tra l'altro la Third Division 1989-1990 e giocando quindi le 2 successive stagioni in seconda divisione; durante la sua permanenza nel club totalizza complessivamente 21 presenze in partite di campionato, venendo svincolato nel marzo del 1992. Dopo una breve parentesi con i semiprofessionisti del Gloucester City, durata poche settimane, conclude la stagione giocando 8 partite nel Maidstone Utd, club di quarta divisione: si tratta peraltro della sua ultima esperienza in un club militante nei campionati della Football League, dal momento che nell'estate del 1992 si accasa ai semiprofessionisti dello Slough Town, con cui milita per 2 stagioni consecutive in Isthmian League (sesta divisione). Negli anni seguenti continua poi a giocare a livello semiprofessionistico, ritirandosi in modo definitivo nel 2003, quando già di fatto aveva iniziato ad allenare.

### Allenatore
Dal 1998 al 2002 allena i semiprofessionisti del Tooting & Mitcham United, di cui dal 1998 al 2001 è anche giocatore; nella stagione 2002-2003 lavora invece come collaboratore tecnico al Fulham, club di prima divisione. Nel 2003, dopo una breve parentesi da allenatore del Molesey, inizia ad allenare il Walton & Hersham, club della Division One della Isthmian League (settima divisione) in cui rimane fino al termine della stagione 2003-2004; torna poi al Fulham per allenare nelle giovanili, lasciando l'incarico nel marzo del 2006 per diventare allenatore del Sutton Utd, club di Conference South (campionato di sesta divisione, creato dalla stagione 2004-2005), dove rimane fino all'ottobre del 2007, quando si dimette dall'incarico. Dopo sole 2 settimane viene ingaggiato dal Leatherhead, club della Division One South della Isthmian League (ottava divisione), dove rimane fino al termine della stagione 2007-2008. Successivamente va a lavorare al Carshalton Athletic come responsabile del settore giovanile, diventando tra l'altro nel settembre del 2012 per un breve periodo anche allenatore ad interim della prima squadra.

## Palmarès

### Giocatore

#### Competizioni nazionali
- Coppa d'Inghilterra: 1

Wimbledon: 1987-1988
- Third Division: 1

Bristol Rovers: 1989-1990
- Isthmian League League Cup: 1

Aylesbury United: 1994-1995

#### Competizioni regionali
- Isthmian League Division One: 1

Chesham United: 1996-1997